# Молода Італія
«Молода Італія» (італ. Giovine Italia) — організація, створена для боротьби за вільну, об'єднану та республіканську Італію. Входила до «Молодої Європи». Активно діяла в 1831–1834 та 1840–1848 роках. Відіграла важливу роль у період «Рісорджименто».

## Історія

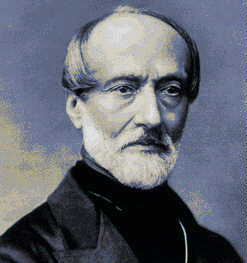
Джузеппе Мадзіні

У 1831 році група італійських політичних емігрантів, на чолі з Джузеппе Мадзіні, створила в Марселі «Молоду Італію». Головною метою організації було звільнення Італії від іноземного ярма та створення об'єднаної Італійської республіки.
До середини 1832 року підпільні відділення «Молодої Італії» були, як правило, не великі. У них входили по 200—300 осіб, а іноді й по 20-30 членів організації. Однак в Мілані число членів «Молодої Італії» в травні 1833 року перевищувало 3 тис. осіб. У друкарні, яка ховалася в занедбаних каменоломнях поблизу Марселя Дж. Мадзіні видавав журнал «Молода Італія», який таємно переправляв до Італії.
Практична діяльність «Молодої Італії» звелася до організації змов, які, як вважав Джузеппе Мадзіні повинні стати поштовхом до загальноіталійської революції. Після невдалої спроби у 1833—1834 роках підняти повстання в П'ємонті та Савойї «Молода Італія» була розгромлена. Лише в одному П'ємонті було страчено 12 осіб. Ще 14 осіб, в тому числі і Джузеппе Мадзіні, були засуджені до смерті заочно.
У 1834 році «Молода Італія» тимчасово припинила діяльність, була відновлена Джузеппе Мадзіні навесні 1840 року.
Мало шанси на успіх підняте «Молодий Італією» в 1837 році повстання на Сицилії, але воно було придушене. 94 учасника повстання були повішені.
Повстання і змови, в яких брали участь члени «Молодої Італії», не зустрічаючи підтримки народних мас, незмінно закінчувалися невдачею, незважаючи на героїзм їх учасників. Напередодні революції в Італії, у березні 1848 року, «Молода Італія» була реорганізована в «Італійську національну асоціацію», яка заявила про відмову від гасла республіки.